# Asesinato de Alexandra Zapp
Alexandra Nicole Zapp (Portland, Oregón; 24 de agosto de 1971 - Bridgewater, Massachusetts; 18 de julio de 2002) fue una joven estadounidense que fue asesinada en el baño de mujeres de un área de descanso de Burger King ubicado en la localidad de Bridgewater, en el estado de Massachusetts, en julio de 2002.

## Trasfondo
Alexandra Zapp nació y creció en Portland (Oregón), hija de Raymond y Andrea (de soltera Casanova) Zapp. Zapp dejó Portland en 1988 para asistir a Miss Porter's, un internado de Connecticut. Tras completar sus estudios de secundaria, regresó a su Oregón natal y asistió a la Universidad de Oregón durante dos años. Después aceptó un puesto de editora que la llevó a Boston (Massachusetts).
En Boston, Zapp trabajó como voluntaria para organizaciones benéficas como la Biblioteca Francesa, el Ballet de Boston y el Courageous Sailing Center, donde dedicó su tiempo a enseñar a navegar a los niños.
En noviembre de 2001, decidió trasladarse a Newport (Rhode Island) para trabajar en US Sailing. En el momento de su muerte, tenía planes de trasladarse a Nueva Zelanda para hacer realidad su sueño de navegar en un barco de la Copa América.

## Asesinato
Zapp regresaba a su casa en Newport de un acto benéfico en Boston cuando se detuvo en el área de descanso de la ruta 24 de Massachusetts, en Bridgewater, hacia medianoche. Paul Leahy, de 40 años, empleado de Burger King y delincuente sexual reincidente, observó y esperó mientras Zapp entraba en el baño de mujeres. Según los informes policiales y una confesión posterior del asesino, cuando Zapp abrió la puerta para salir del baño, Leahy se paró en el umbral con un cuchillo en la mano derecha y la empujó hacia el interior. Zapp suplicó a Leahy, y luego luchó por su vida mientras él procedía a apuñalarla en el pecho un total de seis veces. Zapp también sufrió heridas defensivas de cuchillo en el brazo, la muñeca, la mano y la barbilla.
En el baño de hombres cercano, el teniente de la policía estatal Stephen O'Reilly, fuera de servicio, oyó los gritos ahogados de Zapp y, al acercarse a la puerta del baño de mujeres, vio charcos rojos. Con la pistola desenfundada, entró y encontró a Leahy de pie junto al lavabo cubierto de sangre.

## Juicio
Leahy fue acusado de asesinato en primer grado, secuestro, robo a mano armada y asalto a mano armada con intento de robo. El fiscal Frank Middleton dijo que las pruebas eran abrumadoras, gracias sobre todo al testimonio del teniente Stephen O'Reilly, el policía que sorprendió a Leahy en el acto de limpieza tras el asesinato.
También fue clave para la acusación la declaración que Leahy hizo a la policía, en la que confesó que había apuñalado intencionadamente a la joven. Tras reconocer inicialmente que sólo había apuñalado a Zapp dos veces en el brazo, admitió nuevas acciones armadas en el pecho cuando se le presentaron los resultados de la autopsia.
El historial delictivo de Leahy se remonta a 1981, con antecedentes de delitos sexuales a partir de 1984. Algunas de sus víctimas tenían apenas 13 años. Con un montón de pruebas frente a su cliente, el abogado defensor Frank Spillane no presentó un caso para que su cliente fuera absuelto de todos los cargos, sino que concentró sus esfuerzos en demostrar que la muerte de Zapp no fue un acto intencionado de asesinato. Así pues, la dirección de la defensa trató de argumentar que sus acciones respondieron a las circunstancias a las que se enfrentaba: no había planeado, conspirado o acechado a Alexandra Zapp.
Cuando Leahy estaba esperando a que Zapp saliera del baño, dijo Spillane, estaba decidiendo si robarle o no. Spillane dijo que su cliente no tenía intención de hacer daño a Zapp, y que la batalla en el baño estalló espontáneamente. Alegó que el acusado simplemente reaccionó ante una situación que se había descontrolado.
El 24 de septiembre de 2003, Paul Leahy fue declarado culpable de asesinato en primer grado y condenado a cadena perpetua sin libertad condicional.

## Legado
Tras su asesinato, su madre y su padrastro, Andrea Casanova y Steven Stiles, fundaron la Fundación ALLY en Boston en noviembre de 2002, una organización benéfica 501(c)(3) cuya misión es prevenir las oportunidades de cometer delitos sexuales violentos, educar al público y abogar por los cambios necesarios en la cultura, la actitud y la política. Una de las responsabilidades más importantes de la Fundación ALLY es trabajar en favor de políticas más integrales y basadas en pruebas para gestionar eficazmente a los delincuentes sexuales en su paso por el sistema de justicia penal y la comunidad.
La Fundación también es conocida por sus eventos de recaudación de fondos, como la regata anual Sail for a Change Flip Flop, celebrada en el puerto de Boston, Run for a Change (celebrada junto con la maratón de Boston), Ride for a Change, Faces for a Change y Newport for a Change.